# アンスニ
アンスニ （フランス語:Ancenis、ブルトン語:Ankiniz）は、フランス、ペイ・ド・ラ・ロワール地域圏、ロワール＝アトランティック県の旧コミューン。
アンスニは、ヴィトレ、フージェール、シャトーブリアン、クリソンとともにかつての軍事管区マルシュ・ド・ブルターニュ（fr）の一部を構成している。
2019年1月1日、隣接するサン＝ジェレオンと合併し、コミューン・ヌーヴェル（fr。地方自治体改革の2010年12月16日施行の2010-1563法第21条による、合併によって新設されたコミューン）のアンスニ＝サン＝ジェレオンとなった。

## 地理
アンスニは県都ナントの東40km、アンジェの西58km、ロワール川河岸に位置する。

## 由来
この地域は元々ガリア語とブルトン語両方の影響を受けていた。
アンスニとは、ケルト神話の神Ankに由来する。ブルトン語でAnkは小さい、または狭いという意味になる。そしてブルトン語でEnizとも呼ばれた。Enizとは古いブルトン語で島を意味する。これは、かつてのアンスニが、頁岩の上にできた塚、ロワール川に浮かぶ島、であったことを表している。
また、ガリアの一部族アンデカヴェス族（fr、ラテン語でアンデカウィイ）に由来するという説も有力である。この部族は聖地Andenemessosを訪れており、この地名がアンスニになったとする。Andeとはアンデカウィイ族（Andecavii）の地という意味で、-nemessosとはガリア語で『聖なる森』を意味する。
現在のアンスニの町は、984年につくられた。

## 人口統計
| 1962年 | 1968年 | 1975年 | 1982年 | 1990年 | 1999年 | 2006年 | 2010年 |
| ------ | ------ | ------ | ------ | ------ | ------ | ------ | ------ |
| 5102   | 5648   | 6997   | 7076   | 6896   | 7009   | 7407   | 7551   |

参照元:1999年までEHESS、2000年以降INSEE

## 経済
フォークリフト製造で知られる国際企業マニトゥ、食品加工を行う農業協同組合企業テレナ、そしてトヨタ自動車が工場をアンスニに置いている。

## 史跡
- アンスニ城 - 15世紀から17世紀。1977年に歴史文化財指定された[4]。部分的に破壊され放置された。中庭にビルを建てる計画がある。
- サン＝ピエール教会 - 15世紀から16世紀。
- 旧ウルスラ会派修道院 - 17世紀。

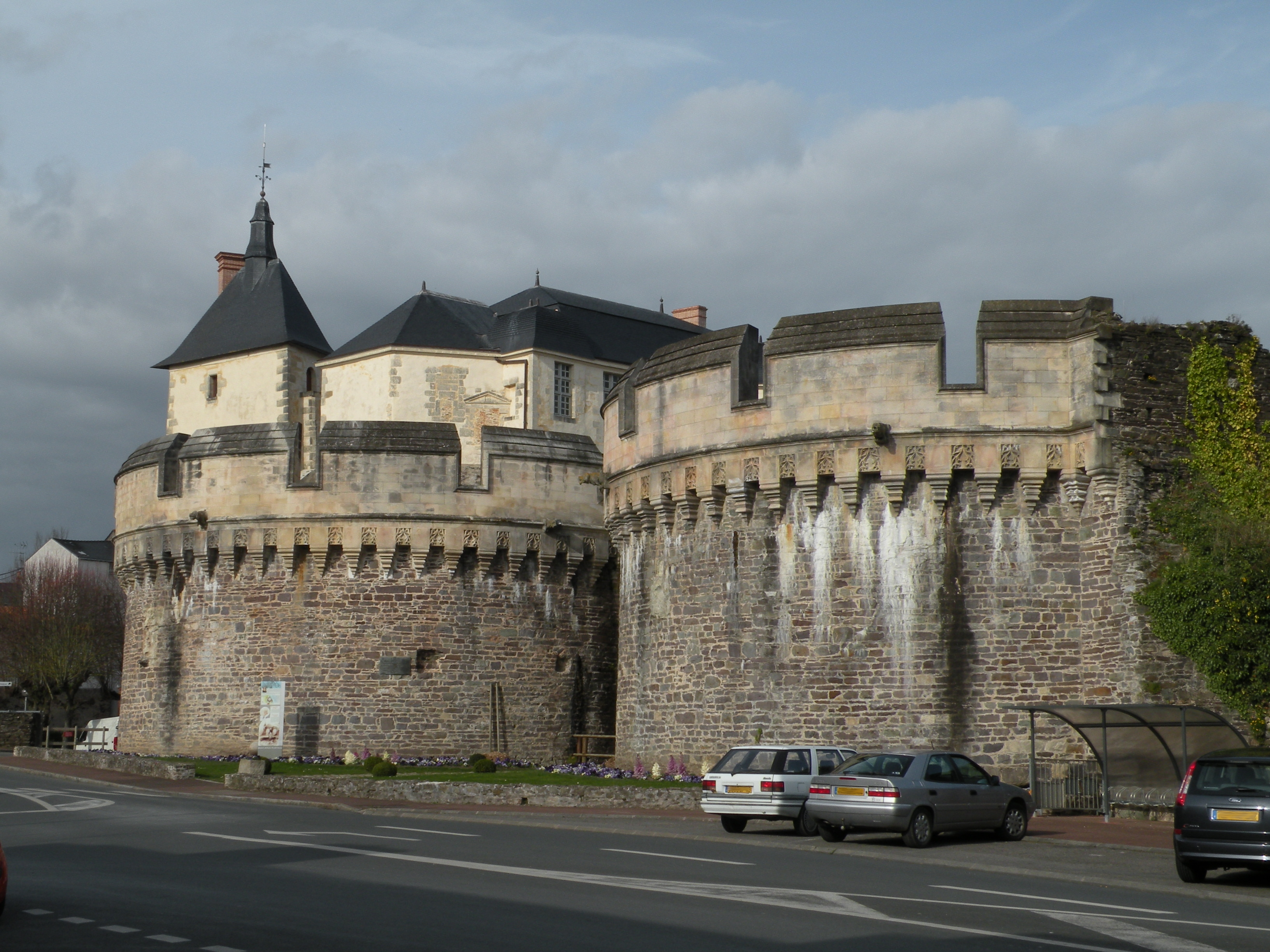
アンスニ城
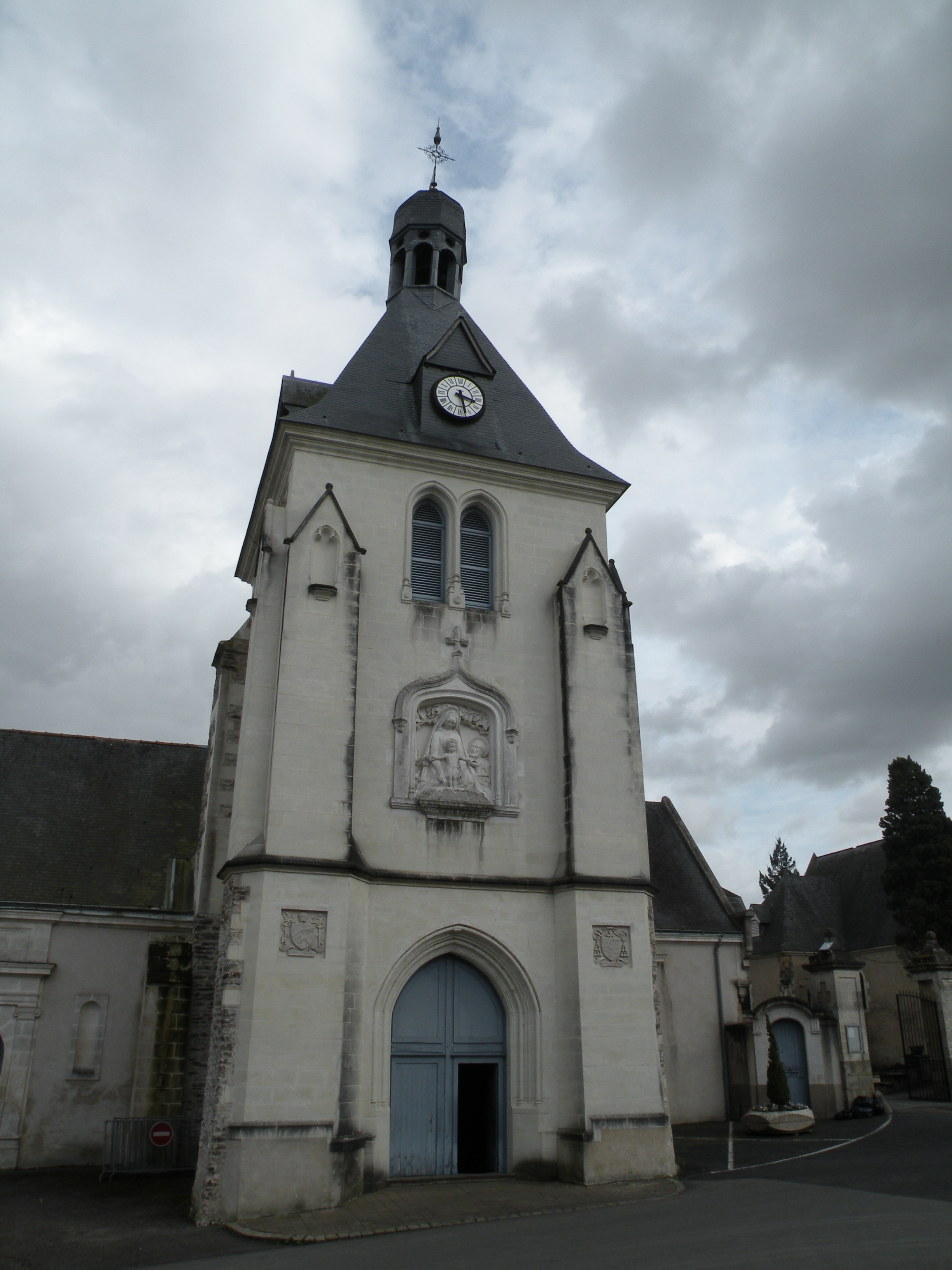
サン＝ピエール教会
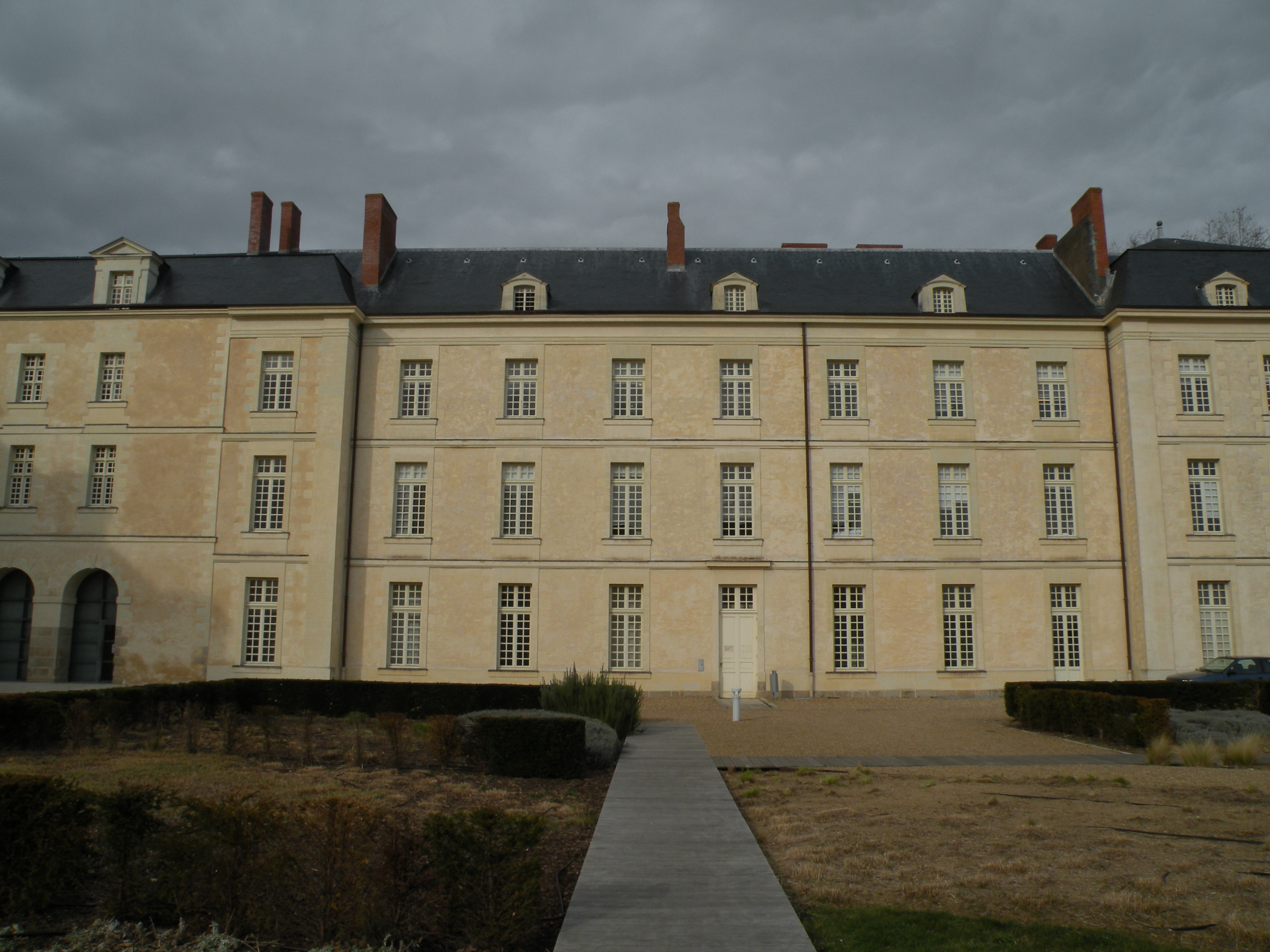
旧ウルスラ会派修道院

## 交通
- 道路 - パリ＝ナント間を走るN23、コミューン北部にはA11。コミューン南部のRD763はロワール川に架かるアンスニ橋を渡りリレ、ヴァル、クリッソンへ向かう。北へ向かうRD923は高速道インターチェンジがあり、カンデ、スグレ、ラヴァルへ向かう。
- 鉄道 - TERペイ＝ド＝ラ＝ロワール、アンスニ駅。ナント＝アンジェ区間路線。アンスニ駅にはTGVアトランティックも停車する。

## 姉妹都市
- バート・ブリュッケナウ、ドイツ
- カークハム、イギリス

## 出身者
- ベルナール・トゥブラン＝ミシェル
- ルネ・イヴ・クルストン（1898-1964） - 民族学者
- レオン・セシェ（1848-1914） - 作家